# Placa senil

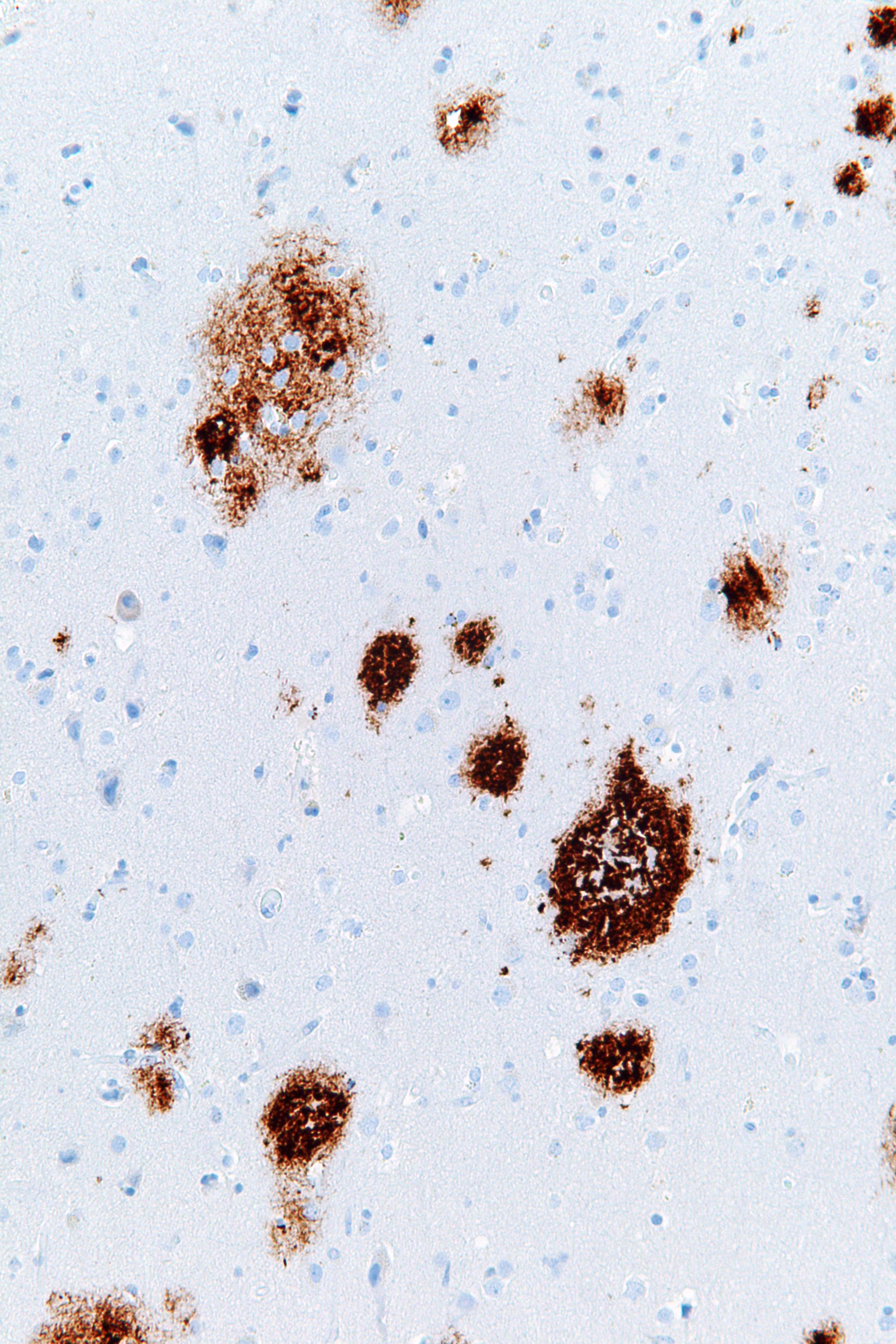
Plaques senils mostrant beta amiloide per immunotinció.

Les plaques senils (també conegudes com a plaques neurítiques, druses senils i druses del cervell) són dipòsits extracel·lulars de beta amiloide en la substància grisa del cervell. Les estructures neuronals degeneratives i una abundància de micròglia i astròcits poden estar associades amb els dipòsits de les plaques senils. Aquests dipòsits també poden ser un subproducte de la senectut (envelliment). No obstant això, un gran nombre de plaques senils i cabdells neurofibril·lars són trets característics de la malaltia d'Alzheimer. Les neurites anormals en les plaques senils es componen principalment de filaments helicoidals aparellats, un component dels cabdells neurofibril·lars. Les plaques són variables en forma i grandària, però tenen de mida mitjana 50 micres. En la malaltia d'Alzheimer estan compostes principalment per pèptids beta amiloides. Aquests polipèptids tendeixen a agregar-se i es creu que són neurotòxics.